# Renate Lepsius
Renate Lepsius, geborene Meyer (* 21. Juni 1927 in Berlin; † 28. Juni 2004 in Weinheim) war eine deutsche Historikerin, Publizistin und Politikerin (SPD). Ab 1972 war sie Mitglied des Deutschen Bundestages.

## Leben
Renate Lepsius wuchs zusammen mit ihrem vier Jahre älteren Bruder und ihrer Zwillingsschwester in einem kunst-, kultur- und politisch interessierten liberalen Elternhaus auf. Ihr Vater leitete als Oberstudiendirektor ein Gymnasium in Berlin-Pankow und war ebenso wie ihre Mutter Mitglied der Deutschen Demokratischen Partei. Sie besuchte die Volksschule in Berlin-Schlachtensee und eine Oberschule in Berlin-Dahlem. Zum Freundeskreis der Familie gehörten viele jüdische Intellektuelle. Im wachsenden Nationalsozialismus gelang der Familie, die Töchter vom Bund Deutscher Mädel fernzuhalten, die Verbindung zur bekennenden Kirche zu halten und später im Wechsel mit Freunden eine jüdische Freundin vor der Deportation zu bewahren. Mit Evakuierung und Schließung der Berliner Schulen wechselte Renate Lepsius 1943 zu einer Oberschule in Potsdam und legte 1945 ihr Notabitur ab.
Nach dem Krieg studierte Renate Lepsius ab 1947 an der Humboldt-Universität zu Berlin Geschichte, Literatur und Staatswissenschaften, wechselte 1948 nach Freiburg und im selben Jahr auf Einladung des German Educational Reconstruction nach London. An der London School of Economics and Political Science lernte sie ihren späteren Mann Mario Rainer Lepsius kennen. 1953 wurde sie in Berlin mit der Arbeit David Lloyd George und der Friedensvertrag von Versailles über ein außenpolitisches Thema zum Dr. phil. promoviert und war danach beim Deutschen Akademischen Austauschdienst und bis 1958 als Referentin bei Inter Nationes in Bonn tätig. 1958 heiratete sie den Soziologen und Heidelberger Hochschullehrer Mario Rainer Lepsius und zog mit ihm nach München, der gemeinsamer Sohn Oliver Lepsius kam 1964 zur Welt. Zeitgleich zog sie mit ihrem Mann, der ein Angebot der Universität Mannheim erhalten hatte, nach Weinheim in Baden-Württemberg. Ab 1969 gehörte sie dem Beirat der Bundeszentrale für politische Bildung an. 1987 wurde sie Vorsitzende des Kunstfödervereins Weinheim.
Mit Beendigung ihrer Tätigkeit im Deutschen Bundestag zum Ende der 10. Wahlperiode veröffentlichte sie 1987 ihr Buch Frauenpolitik als Beruf. Gespräche mit SPD-Parlamentarierinnen, in dem sie vierzehn Parlamentarierinnen interviewte, darunter Marta Schanzenbach, Käte Strobel, Annemarie Renger, Elfriede Eilers, Helga Timm, Katharina Focke, Marie Schlei, Antje Huber, Hildegard Schimschok, Waltraud Steinhauer, Anke Fuchs, Anke Martiny und Herta Däubler-Gmelin.

## Politik
Im Jahr 1956 trat Renate Lepsius in die SPD ein. Von 1965 bis 1973 war sie Mitglied des SPD-Landesvorstands Baden-Württemberg, 1968–1973 im Parteirat und von 1972 bis 1983 sowie 1984 (als Nachrückerin) bis 1987 Mitglied des Deutschen Bundestags für den Wahlkreis Rastatt. Sie engagierte sich im Ausschuss für Arbeit und Sozialordnung im Rechtsausschuss und war Stellvertretende Vorsitzende der Arbeitsgemeinschaft sozialdemokratischer Frauen Baden-Württemberg.
Sie setzte sich für die Notstandsgesetze, die Kernenergie und den
NATO-Doppelbeschluss ein. Ihr Schwerpunkt lag vor allem in der Reform des Scheidungsrechts, des Versorgungsausgleichs, der Rentengesetzgebung, dem Mutterschaftsurlaub und der Reform des §218.

## Schriften
- Frauenpolitik als Beruf. Gespräche mit SPD-Parlamentarierinnen. Hoffmann und Campe, Hamburg 1987, ISBN 978-3-455-08678-2.